# Resolutie 1508 Veiligheidsraad Verenigde Naties
Resolutie 1508 van de Veiligheidsraad van de Verenigde Naties werd unaniem door de VN-Veiligheidsraad aangenomen op 19 september 2003.

## Achtergrond
In Sierra Leone waren al jarenlang etnische spanningen tussen verschillende bevolkingsgroepen. In 1978 werd het een eenpartijstaat met een regering die gekenmerkt werd door corruptie en wanbeheer van onder meer de belangrijke diamantmijnen. Intussen was in buurland Liberia al een bloedige burgeroorlog aan de gang, en in 1991 braken ook in Sierra Leone vijandelijkheden uit. In de volgende jaren kwamen twee junta's aan de macht, waarvan vooral de laatste een schrikbewind voerde. Zij werden eind 1998 met behulp van buitenlandse troepen verjaagd, maar begonnen begin 1999 een bloedige terreurcampagne. Pas in 2002 legden ze de wapens neer.

## Inhoud

### Waarnemingen
De veiligheidssituatie in Sierra Leone werd steeds stabieler. Permanente stabiliteit hing echter af van de vrede in de regio, en vooral Liberia.

### Handelingen
Het mandaat van de UNAMSIL-missie in Sierra Leone werd met zes maanden uitgebreid. Het was nu van belang dat de Sierra Leoonse overheid werd versterkt, en vooral de politie, het leger, justitie en het gezag en openbare dienstverlening doorheen heel het land. Het land moest vooral controle krijgen over de diamantmijnen. Intussen had ook de ECOWAS een troepenmacht gestuurd naar buurland Liberia. Dat land moest zorgen dat er een einde kwam aan de illegale invallen van gewapende groepen.

## Verwante resoluties
- Resolutie 1470 Veiligheidsraad Verenigde Naties
- Resolutie 1492 Veiligheidsraad Verenigde Naties
- Resolutie 1537 Veiligheidsraad Verenigde Naties (2004)
- Resolutie 1562 Veiligheidsraad Verenigde Naties (2004)

Lijst ·  1455 ·  1456 ·  1457 ·  1458 ·  1459 ·  1460 ·  1461 ·  1462 ·  1463 ·  1464 ·  1465 ·  1466 ·  1467 ·  1468 ·  1469 ·  1470 ·  1471 ·  1472 ·  1473 ·  1474 ·  1475 ·  1476 ·  1477 ·  1478 ·  1479 ·  1480 ·  1481 ·  1482 ·  1483 ·  1484 ·  1485 ·  1486 ·  1487 ·  1488 ·  1489 ·  1490 ·  1491 ·  1492 ·  1493 ·  1494 ·  1495 ·  1496 ·  1497 ·  1498 ·  1499 ·  1500 ·  1501 ·  1502 ·  1503 ·  1504 ·  1505 ·  1506 ·  1507 ·  1508 ·  1509 ·  1510 ·  1511 ·  1512 ·  1513 ·  1514 ·  1515 ·  1516 ·  1517 ·  1518 ·  1519 ·  1520 ·  1521